# Mihály Mosonyi

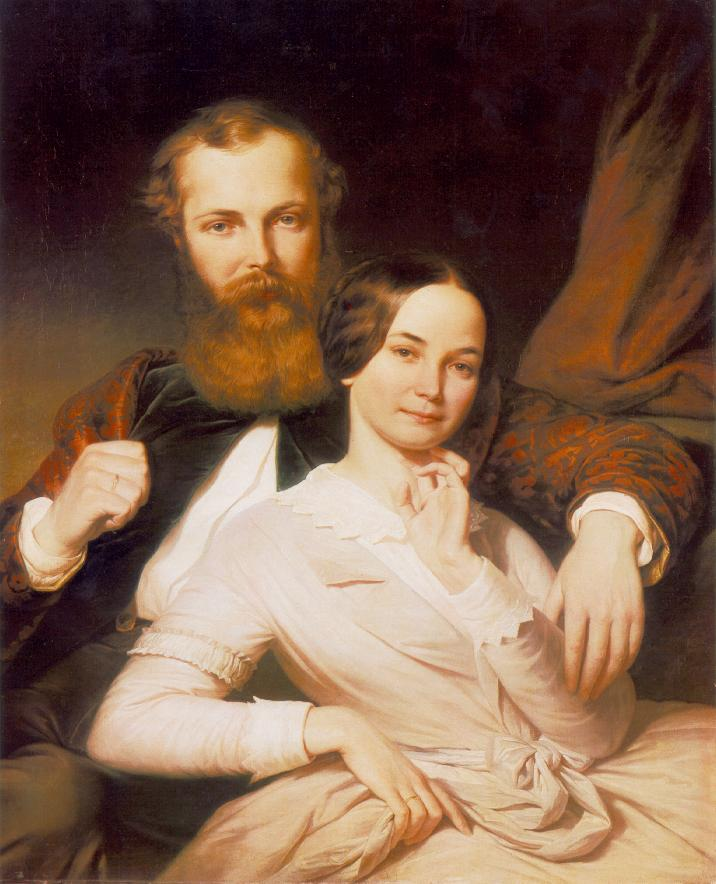
Mihály Mosonyi und seine Ehefrau Paulina Weber, Porträt von Henrik Weber (1840er)

Mihály Mosonyi [ˈmihaːj ˈmoʃoɲi] (dt. Michael Brand; * 4. September 1815 [nach anderen Quellen war dies sein Tauftag] in Frauenkirchen (ung. Boldogasszony) – damals Deutschwest-Ungarn, heute Burgenland; † 31. Oktober 1870 in Pest) war ein ungarischer Komponist.

## Leben
Mosonyis musikalische Ausbildung begann in der nahegelegenen Komitatshauptstadt Moson (Wieselburg) des gleichnamigen Komitats, später dann im damals ungarischen Bratislava bei Károly Turányi. Dieser vermittelte ihm auch eine Stelle als gräflicher Musikdirektor in Retfala (ung. Rétfalu, heute ein Stadtteil von Osijek, Kroatien), die Mosonyi von 1835 bis 1842 wahrnahm. Dort beschäftigte er sich vor allem mit den Werken Beethovens und der deutschen Romantiker. Ab 1842 lebte er als freier und unabhängiger Musiker und Komponist in Budapest. Sein Kontakt mit Liszt war über die Jahre hin recht intensiv. 1859 änderte er seinen deutschen Namen Michael Brand in Mihály Mosonyi (nach der Komitatshauptstadt Moson), womit er seiner Hinwendung zu ungarischen Traditionen einen eindeutigen Ausdruck verlieh.
Diese findet auch in seinen Werken einen nachvollziehbaren Niederschlag. Seine frühen Werke bis 1859 sind der klassischen sowie der deutschen romantischen Tradition verpflichtet. Die späteren Werke sind stärker ungarisch geprägt. In Hódolat benutzt Mosonyi als erster Komponist das Cymbal (dt. Hackbrett) als sinfonisches Orchesterinstrument. Mosonyi gilt nach Liszt und Erkel als der bedeutendste ungarische Komponist des 19. Jahrhunderts. Dementsprechend ist er in Ungarn auch bekannt.

## Werke

### Opern
- Kaiser Max auf der Martinswand (1856/57), nicht aufgeführt
- Szép Ilonka, 1861
- Álmos, 1862, Uraufführung: 1934 (!)

### Vokalmusik
- 5 Messen, teils in Zusammenarbeit mit Liszt
- Zahlreiche weltliche Kantaten, Lieder und Gesänge

### Orchesterwerke
- Sinfonie Nr. 1 in D-Dur (1841/42)
- Sinfonie Nr. 2 in a-moll (1846/56)
- Klavierkonzert in e-moll (1844), Uraufführung: 1953 (!)
- Gyász hangok Széchenyi István halálára (1860)
- Hódolat Kazinczy Ferenc szellemének (1860)

### Kammermusik
- 7 Streichquartette
- Sextett
- 2 Klaviertrios

### Klaviermusik
Zahlreiche Stücke für Klavier zu zwei oder vier Händen
Mosonyi bearbeitete auch zahlreiche Werke anderer Komponisten, so sämtliche Beethoven-Sinfonien für Klavier zu 4 Händen, Liszts Graner Messe für dieselbe Besetzung und Schuberts Erlkönig für Orchester.